# La Bosse (Doubs)
La Bosse é uma comuna francesa na região administrativa de Borgonha-Franco-Condado, no departamento de Doubs. Estende-se por uma área de 5,13 km². Em 2010 a comuna tinha 73 habitantes (densidade: 14,2 hab./km²).